# Aqua Tepula
Die Aqua Tepula ist eine antike römische Wasserleitung (Aquädukt) zur Versorgung der Stadt Rom.

## Geschichte

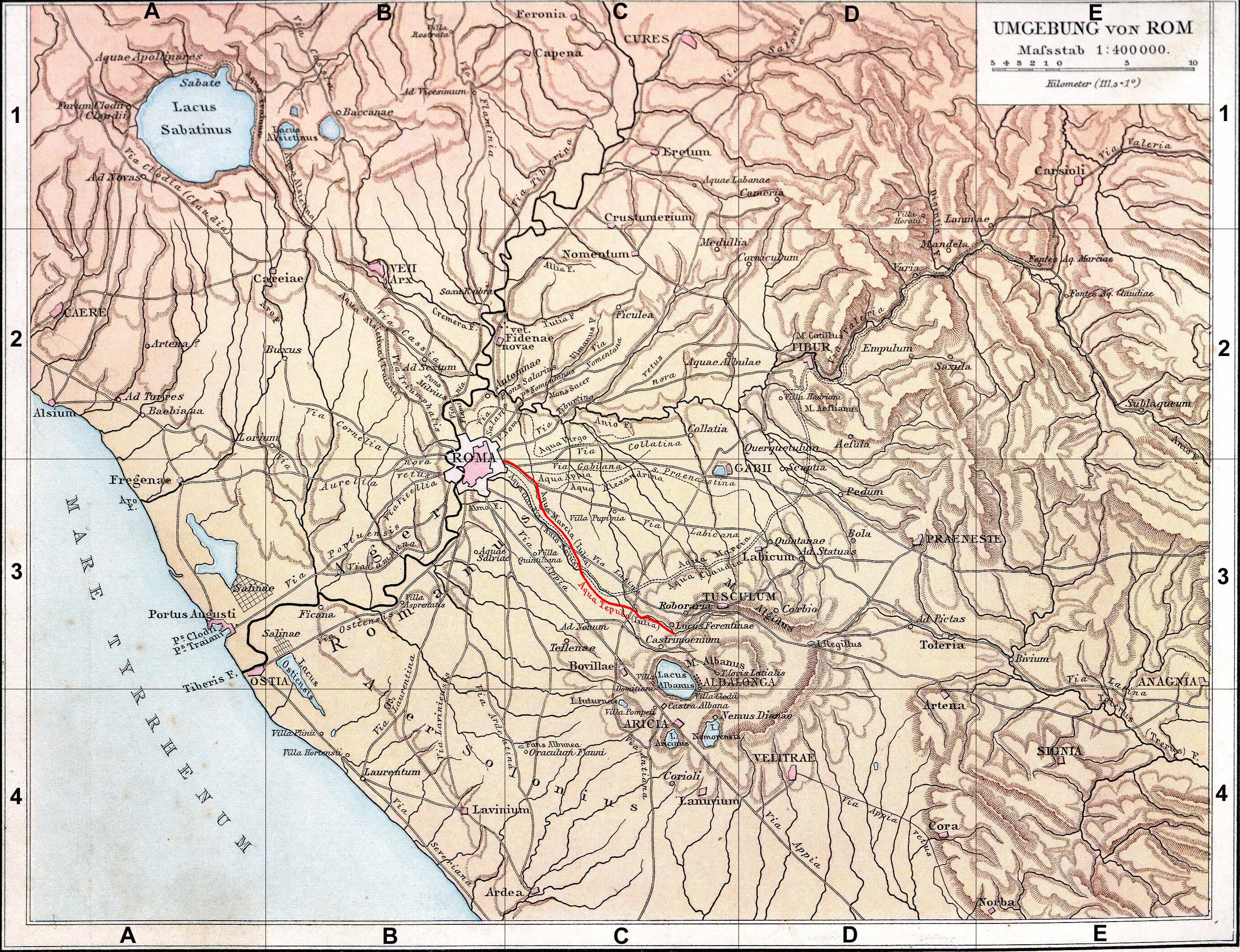
Verlauf der Aqua Tepula (rot)

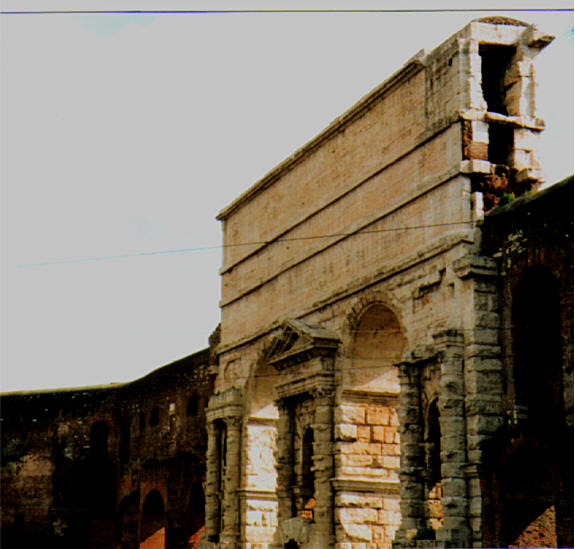
Porta Maggiore, Kreuzungspunkt der Aqua Tepula und der Aqua Marcia mit der Aqua Claudia und des Anio Novus

Die Aqua Tepula wurde im Jahre 125 v. Chr. von den Zensoren Gnaeus Servilius Caepio und Lucius Cassius Longinus Ravilla erbaut. Marcus Vipsanius Agrippa ließ sie 33 v. Chr. mit der Aqua Iulia verbinden. Zwischen 11 und 4 v. Chr. wurde sie unter Kaiser Augustus repariert.
Der Name leitete sich von der Temperatur des Wassers ab, das in Rom lauwarm ankam.

## Wasserführung
Die Quellfassung der Aqua Tepula liegt nah der Via Latina bei Tusculum östlich von Rom. Agrippa erhöhte den Durchfluss, indem er den bisherigen Kanal mit Wasser aus der Aqua Julia speiste. Die rund 18 km lange Wasserleitung lieferte 19.000 Kubikmeter pro Tag.
Die Aqua Tepula erreichte die Stadt Rom an der Porta Maggiore, wo sie zusammen mit der Aqua Marcia die Aqua Claudia und den Anio Novus kreuzte. Von dort aus folgt sie dann derselben Strecke wie die Marcia-Wasserleitung, die durch die Porta Viminal führt, im Gegensatz zu Aqua Tepula versorgt sie den Aventin.